# Ermoclia, Ștefan Vodă
Ermoclia este un sat din raionul Ștefan Vodă, Republica Moldova.

## Istoric
Denumirea localității provine din limba tătărească, ermocli sau irmaclă și înseamnă „o lăsătură”, „râpă mare”.
Prima atestare documentară datează din 1759. Satul a fost menționat pe harta generalului Bauer (1774). Este posibil ca aici să fi fost o așezare a tătarilor nohai, care după retragerea acestora a fost repopulată de moldoveni în aprox. 1798.

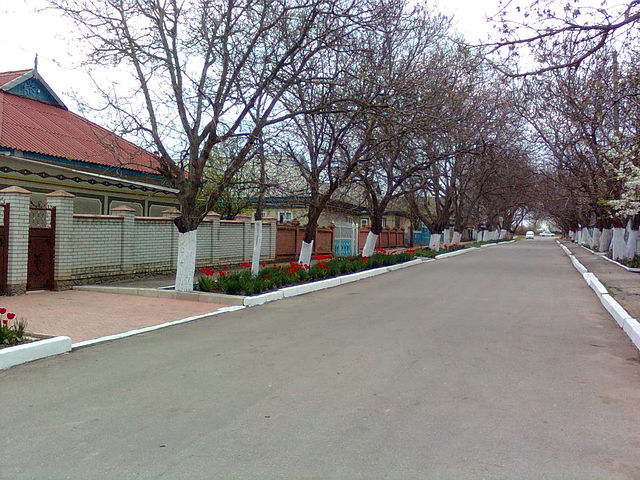
Arteră din localitate

Cea mai veche biserică din sat a fost construită încă în anul 1799. În august 1817, în localitate a fost sfințită o altă biserică, de lemn cu temelie de piatră, având hramul Sf. Arhanghel Mihail. Înălțarea acesteia a început în ianuarie 1814, mijloacele bănești fiind oferite de Leonte Solonaru, locuitor al satului. În 1859 a fost zidită biserica actuală „Sf. Arhanghel Mihail”.

## Demografie

### Structura etnică
Structura etnică a localității conform recensământului populației din 2004:
| Grup etnic                                               | Populație | % Procentaj  |
| -------------------------------------------------------- | --------- | ------------ |
| Băștinași declarați Moldoveni Băștinași declarați Români | 4.117 82  | 97,10% 1,93% |
| Ruși                                                     | 19        | 0,45%        |
| Ucraineni                                                | 16        | 0,38%        |
| Bulgari                                                  | 3         | 0,07%        |
| Găgăuzi                                                  | 1         | 0,02%        |
| Alții                                                    | 2         |              |
| Total                                                    | 4.240     |              |

## Administrație și politică
Componența Consiliului local Ermoclia (13 consilieri), ales la 5 noiembrie 2023, este următoarea:
|  | Partid                                       | Consilieri | Componență | Componență | Componență | Componență | Componență | Componență | Componență | Componență |
|  | -------------------------------------------- | ---------- | ---------- | ---------- | ---------- | ---------- | ---------- | ---------- | ---------- | ---------- |
|  | Partidul Social Democrat European            | 8          |            |            |            |            |            |            |            |            |
|  | Partidul Acțiune și Solidaritate             | 4          |            |            |            |            |            |            |            |            |
|  | Partidul Socialiștilor din Republica Moldova | 1          |            |            |            |            |            |            |            |            |